# Katjuscha Maslowa
Katjuscha Maslowa ist ein deutscher Stummfilm aus dem Jahre 1923 von Friedrich Zelnik mit Lya Mara in der Titelrolle. An ihrer Seite ist Rudolf Forster als Fürst Dimitri Nechludow zu sehen. Der Film beruht auf dem Roman Auferstehung von Leo Tolstoi.

## Handlung
Anders als in Tolstois Roman Auferstehung steht hier nicht das Schicksal des Fürsten Nechludow im Zentrum des Geschehens, sondern das der weiblichen Hauptperson Katjuscha und ihrer Liebe zu dem Hochadeligen, die, ebenfalls anders als in der literarischen Vorlage, ein filmgerechtes Happy End findet. Nechludow wird als Geschworener eines Gerichtsprozesses bestellt, das die Vergiftung des widerwärtigen Kaufmanns Smjelkoff verhandelt. Die Prostituierte Katjuscha soll ihm Arsen eingeflößt haben, im Glauben, es handele sich um ein Schlafmittel, um den reichen Kaufmann anschließend auszurauben. Nechludow erkennt in der angeklagten Frau das einstige Dienstmädchen seiner beiden Tanten und lässt sich als Geschworener vertreten. Einst hatte er als junger Offizier Katjuschas Verliebtheit ausgenutzt und sie verführt. Bei seiner Rückkehr zu seinem Regiment ließ er Geld für Katjuscha zurück und sah sie nie mehr wieder.
Wieder zum Gerichtsprozess: Nechludow ist zurück in der Stadt, als Katjuscha schuldig gesprochen und zu zwölf Jahren Zwangsarbeit in Sibirien verurteilt wird. Das Urteil ist mehr als zweifelhaft, und wieder scheint des Fürsten Verhalten – diesmal seine bewusste Abwesenheit als Geschworener – mitschuldig am schrecklichen Schicksal dieser mutmaßlich schuldlosen Frau. Nechludows Gewissen lässt sich nun nicht mehr länger unterdrücken: Er besucht Katjuscha im Gefängnis und gibt sich ihr gegenüber zu erkennen. Er will mit ihrem Fall in Revision gehen. Doch Katjuscha ist nicht mehr das kleine Mädchen von einst, die vergangenen Jahre haben ihr arg zugesetzt. Der Fürst setzt sodann Himmel und Hölle in Bewegung, um Katjuscha freizubekommen, inklusive Intervention beim Gebietsgouverneur und einen Gnadengesuch beim Zaren. Nach weiteren Irrungen und Wirrungen finden Katjuscha und ihr Fürst schließlich zusammen, und beide können in Freiheit ihr gemeinsames Leben genießen.

## Produktionsnotizen
Katjuscha Maslowa, auch unter dem Titel Auferstehung gezeigt, entstand im Frühjahr 1923, passierte am 18. Mai 1923 die Zensur und wurde, je nach Quelle, im August oder im November 1923 im Berliner Marmorhaus uraufgeführt. Der Film besaß sechs Akte, verteilt auf 2420 Meter, und wurde mit Jugendverbot belegt.

## Kritik
Wiens Neue Freie Presse schrieb 1924: „Die Katjuscha des Films ist … nicht ganz identisch mit der des Romans; die Vergröberungen, welche der Schmutz, durch den ihr Schicksal sie schleift, äußerlich und innerlich an ihr als Spuren hinterlässt und erst allmählich sich wieder glätten, fehlen im Film. (…) Die Darstellung ist vorzüglich. Lya Mara, die… als Vertreterin des feinen Lustspielfilms registriert ist, zeigt eine dramatische Gestaltungsfähigkeit (…) Für das Erwachen der ersten unschuldigen Neigung in dem noch kindlichen Mädchen, das Unterdrückenwollen der Liebe, den quälenden Schmerz des Verlassenwerdens findet sie ebenso den prägnanten und ergreifenden Ausdruck wie für die tiefe Müdigkeit und den Ekel in den Szenen mit dem Kaufmann Smjelkow …“